# Sue Schlotte
Sue Schlotte (* 1967 in Frankfurt am Main) ist eine deutsche Cellistin, Improvisatorin und Musikpädagogin. Sie lebt in Darmstadt, betätigt sich insbesondere in den Bereichen der freien Improvisation und beschäftigt sich mit der Erweiterung der Klangmöglichkeiten des Violoncellos. Sie tritt als Solistin und in verschiedenen Formationen auf und arbeitet interdisziplinär mit Künstlerinnen und Künstlern aus den Bereichen Tanz, Malerei, Performance und Literatur zusammen.

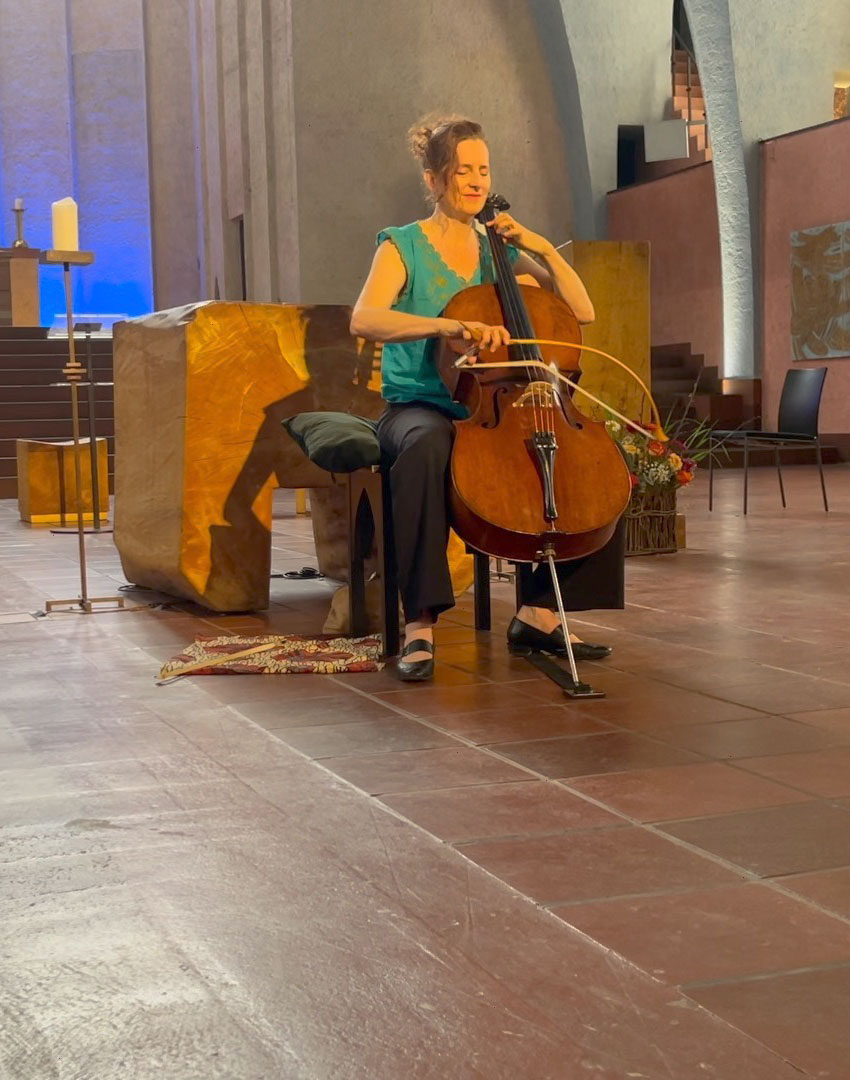
Sue Schlotte – Solo-Konzert in St. Bonifatius, Frankfurt a. M.

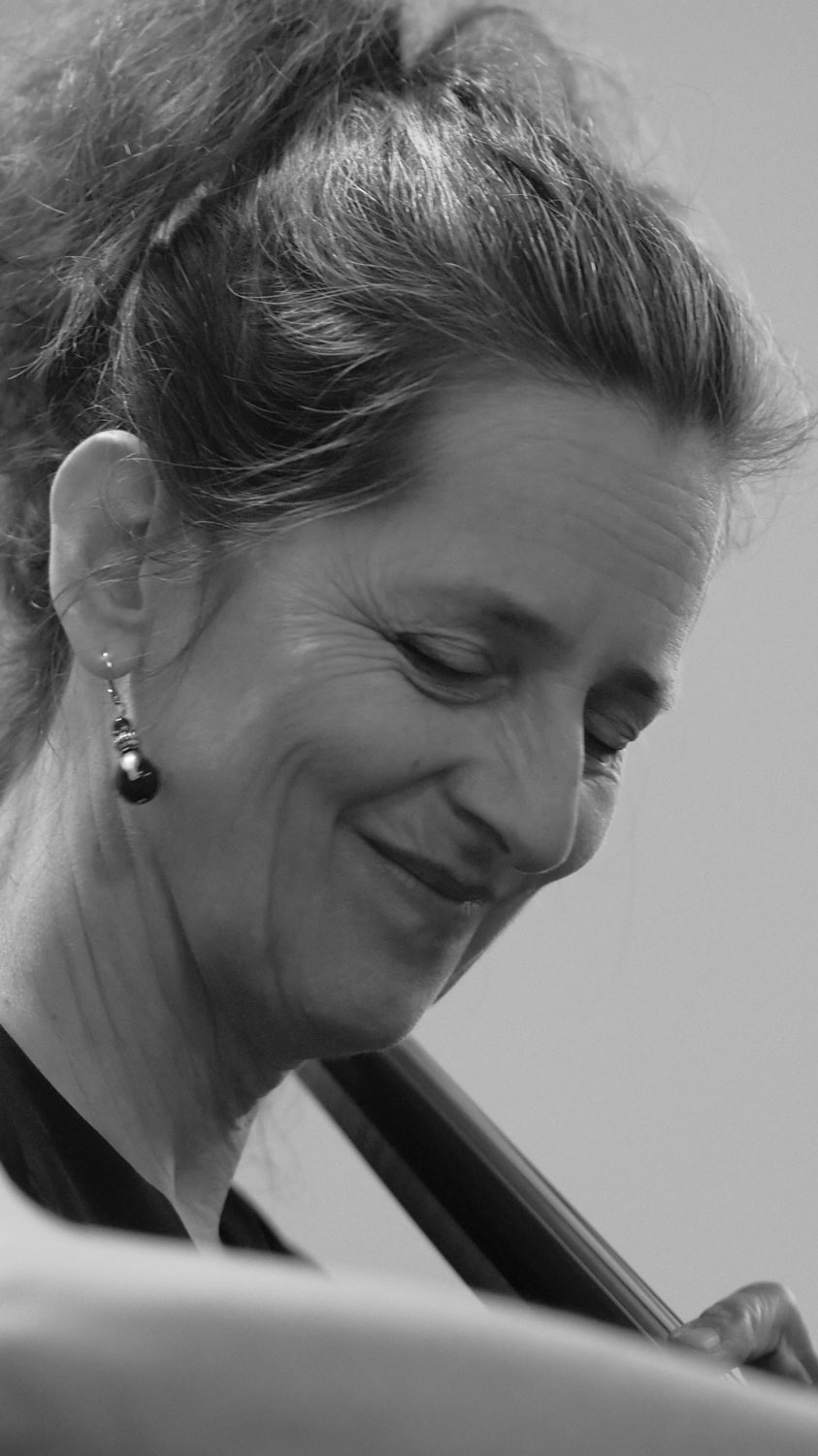
Sue Schlotte 2024

## Werdegang und Schaffen
Sue Schlotte studierte Philosophie, Psychologie und Musikpädagogik in Frankfurt a. M. und Violoncello am Peter-Cornelius-Konservatorium der Stadt Mainz, wo sie 1996 ihr Musikstudium mit dem Diplom abschloss. Ergänzend nahm sie an Meisterkursen bei den Cellisten Hans Erik Deckert und Heidi Litschauer teil und vertiefte ihre Klangstudien in den Bereichen moderne Spieltechniken sowie Improvisation, unter anderem bei Lauren Newton (Stimmimprovisation) und Gunther Tiedemann (Jazzcello). 2004 hatte sie einen Aufenthalt in Kalifornien, USA mit  Konzerttätigkeit u. a. mit Matthew Goodheart, Greg Goodman, Gino Robair, Fred Frith.

### Musikalische und pädagogische Arbeit
Schlotte arbeitet besonders im Bereich der freien Improvisation. Neben dem traditionellen Bogen verwendet sie einen sogenannten Bach-Bogen, um die klangliche Vielfalt ihres Instruments zu erweitern. Ihr Projekt Momentum widmet sich der „Musik aus dem Moment“, in Suit(e)s Me bringt sie die Cello-Suiten von Johann Sebastian Bach in einen Dialog mit frei improvisierter Musik.
Neben ihrer Konzerttätigkeit arbeitet sie als Musikpädagogin. Sie ist als Taketina-Rhythmuspädagogin ausgebildet und bietet Workshops und Seminare an, die sich mit der Verbindung von Rhythmus, Improvisation und Cello beschäftigen. Ihr Programm CelloByHeart versteht sie als Ansatz, um das Cello improvisierend zu lernen und den Zugang zur Musik zu erweitern.

### Projekte und Stipendien
Zwischen 2015 und 2019 war sie Kuratorin der Konzertreihe Soundtrips NRW. Sie initiierte die Konzertreihe Stille & Fülle in Bonn, die der freien Improvisation gewidmet ist. 2020 rief sie die Modautaler Musik Momente ins Leben. In den Jahren 2021 bis 2023 wurde sie mit Stipendien vom Musikfonds und der Hessischen Kulturstiftung unterstützt, um ihre Projekte weiterzuentwickeln, die sich mit der „Vielfalt der Klänge und deren Einsatz für gesellschaftliche und kulturelle Themen“ widmen.

### Weitere Tätigkeiten
Schlotte war als Bühnenmusikerin am Schauspiel Köln, dem Schauspielhaus Hamburg und dem Theater Bonn tätig. 2022 wirkte sie bei der Premiere von Peer Gynt am Theater Bonn unter der Regie von Simon Solberg mit. Zudem hat sie 2023 das Projekt Momentum - sound talks ins Leben gerufen – einer musikalischen Interviewreihe u. a. mit Markus Stockhausen, Lauren Newton und Christian Bollmann. Sie konzertierte mit Lothar Berger, Helmut Bieler-Wendt, Günter Heinz, Misha Feigin, Markus Stockhausen, Eiko Yamada und anderen.
2024 war sie am  Kollektiv Rabazzz Festival beteiligt.